# Libethenit

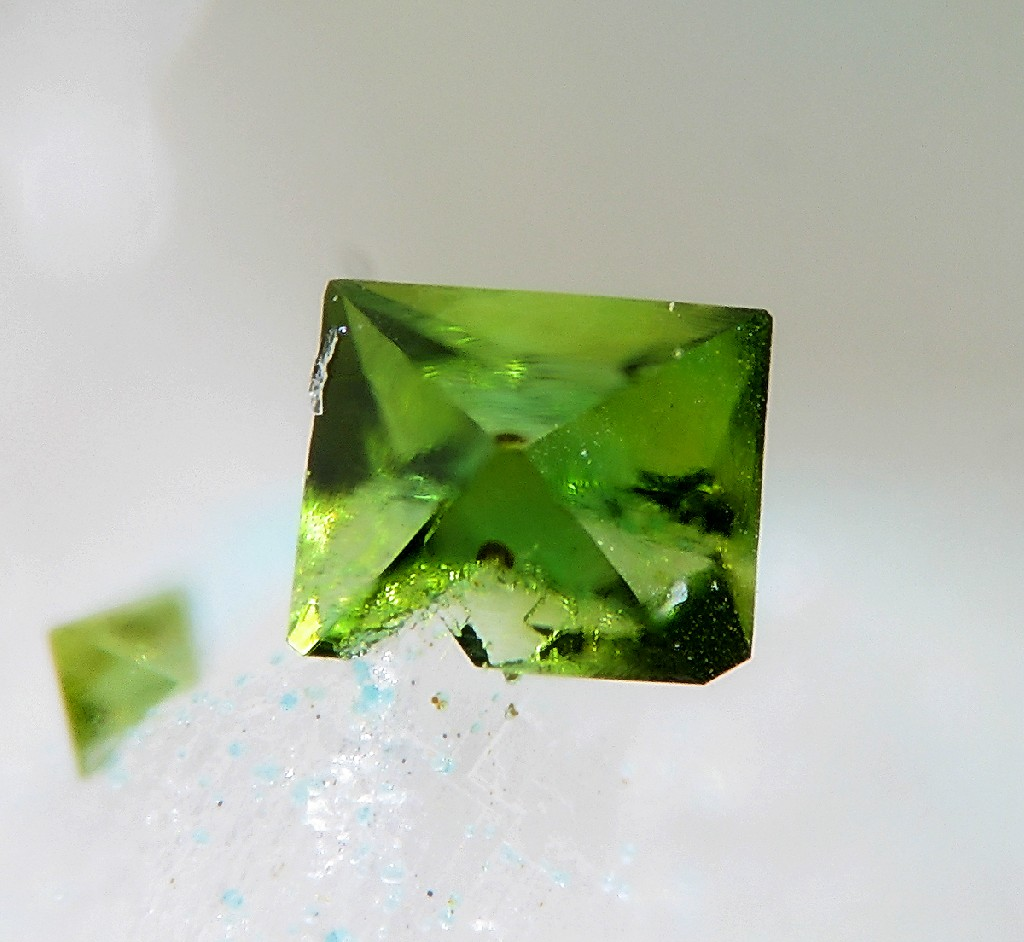
Malý osmistěnný krystalek libethenitu

Libethenit je minerál bohatý na měď,  která tvoří jeho zelenou barvu. Pojmenován roku 1823 geologem Augustem Breithauptem podle slovenského města Ľubietová (německy Libethen), v jejímž okolí byl poprvé popsán.

## Vznik
Libethenit vzniká jako sekundární minerál v oxidační zóně měděných ložisek.

## Výskyt

### V ČR
Libethenit z Horního Slavkova popisoval v roce 1916 Vojtěch Rosický a Josef Kratochvíl v roce 1963. Nejhojnější nálezy ze 70. let a 80. let dvacátého století pocházejí z Hubského pně.

### Ve světě
Slovensko- Ľubietová u Banské Bystrice, Veporské vrchy